# トラーニ
トラーニ（イタリア語: Trani  発音）は、イタリア共和国プッリャ州にある都市で、その周辺地域を含む人口約5万6000人の基礎自治体（コムーネ）。バルレッタ＝アンドリア＝トラーニ県の県都とされている都市の一つ。
アドリア海に面した港湾都市である。かつてはプッリャ州の控訴院の所在地であり、現在も地域を管轄する地方裁判所が置かれている司法の中心地でもある。

## 名称
地元の方言では Trane と呼ばれる。

## 地理

### 位置・広がり
バルレッタ＝アンドリア＝トラーニ県北東部のコムーネで、アドリア海に面する。隣接するバルレッタ、アンドリアとともに、バルレッタ＝アンドリア＝トラーニ県の県都とされている都市の一つである。アンドリアの東北東約12km、州都バーリの西北西約42km、フォッジャの東南東約76km、ナポリの東北東約187kmに位置する。

#### 隣接コムーネ
隣接するコムーネは以下の通り。BAはバーリ県所属。

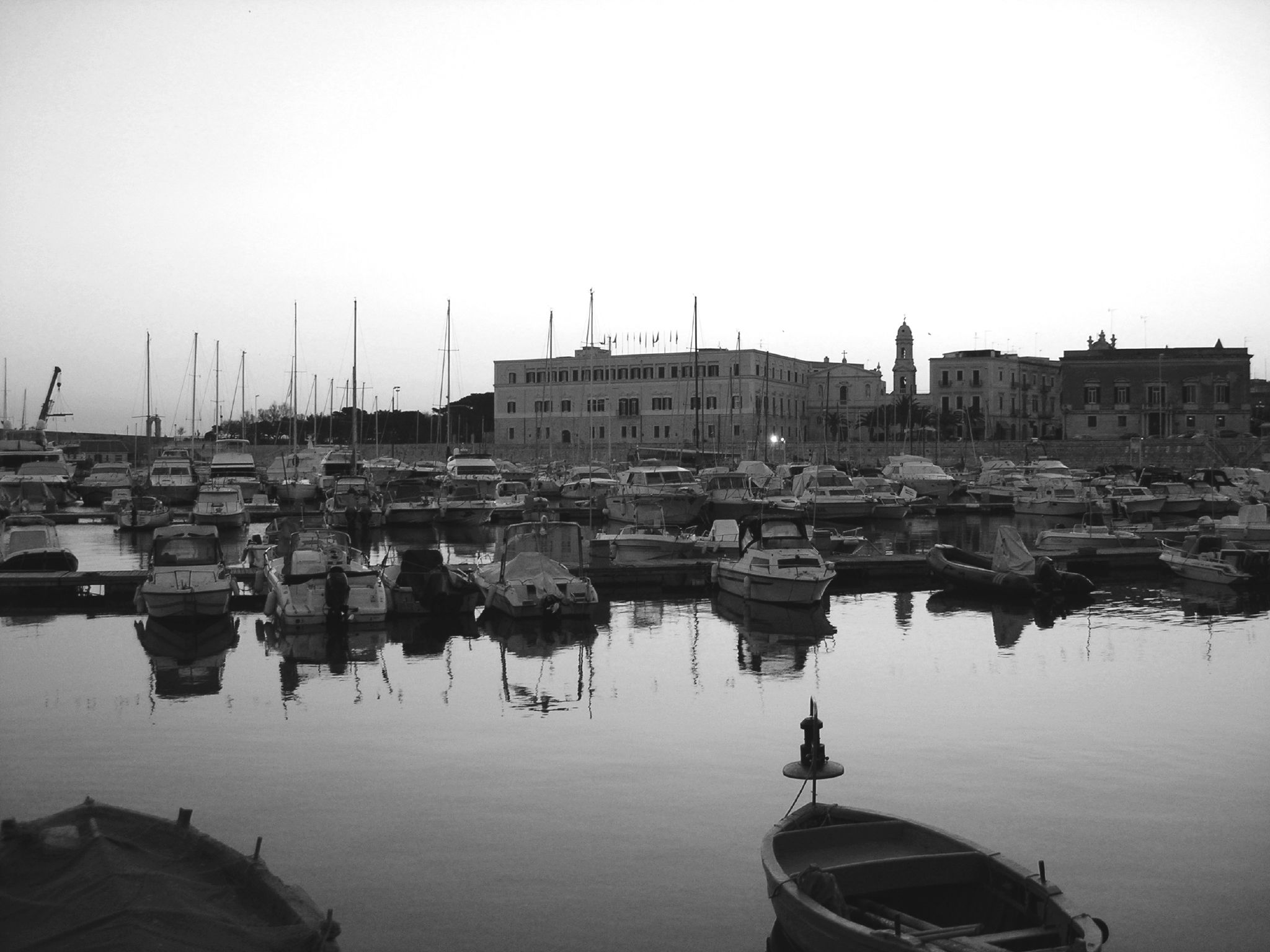
港

- ビシェーリエ - 南東
- コラート (BA) - 南
- アンドリア - 南西
- バルレッタ - 北西

## 歴史
2004年にバルレッタ＝アンドリア＝トラーニ県が設置（自治体としての発足は2009年）されると、バーリ県から移された。

## 文化・観光
「スローシティ」加盟都市である。